# 临江乡 (嫩江市)
临江乡，是中华人民共和国黑龙江省黑河市嫩江市下辖的一个乡镇级行政单位。

## 行政区划
临江乡下辖以下地区：
前马鞍山村、赤卫村、多金村、新江村、铁古砬村、苇芦泡村、桦木村、博尔气村、江南村、小石砬村、大石砬村、庆丰村、后马鞍山村和丹凤村。